# Lechuguinos
Lechuguinos es un sitio web venezolano. El portal web está vinculado con la gestión de Nicolás Maduro y es conocido por difundir desinformación, publicar noticias falsas y hostigar a periodistas, activistas y políticos por años, sin ser sancionado por las autoridades venezolanas. Actualmente su director es Lenin Dávila.

## Historia
Lechuguinos reiteradamente ha publicado noticias falsas y ha hostigado a periodistas, activistas y políticos por años, sin ser sancionado por las autoridades venezolanos. Las campañas de acoso y hostigamiento promovidas por el portal han sido denunciadas y reportado por varias organizaciones, incluyendo la organización no gubernamental Espacio Público, el Instituto Prensa y Sociedad Venezuela y Amnistía Internacional.
En 2019, el portal amenazó a los periodistas Luis Carlos Díaz y Naky Soto después de que denunciaran y presentaran pruebas de que el proveedor estatal de Internet en el país, CANTV, había suplantado la plataforma Voluntarios por Venezuela hacia una página de phishing. El 29 de abril de 2020, Lechuguinos publicó un audio y lo atribuyó falsamente al presidente de Alimentos Polar, Lorenzo Mendoza, en el que pedía una intervención militar en Venezuela.
El 1 de febrero de 2021 el portal atacó al periodista Roberto Deniz, del portal de investigación Armando.Info, hecho que fue denunciado por la organización no gubernamental Espacio Público. Armando.Info previamente había publicado una serie de reportajes sobre la participación del empresario colombiano Alex Saab en la importación de alimentos para los Comités Locales de Abastecimiento y Producción (CLAP) estales, la corrupción relacionada con la misma y otros negocios vinculados con la administración de Maduro. Entre el 22 y 29 de abril, junto con el portal web oficialista La Tabla, Lechuguinos difundió la información falsa de que Deniz había viajado a España y a Cabo Verde, afirmando que ingresó en la misma fecha en ambos países y demostrando la inconsistencia de las acusaciones; el portal también publicó una foto del pasaporte de Deniz.
El 8 de octubre de 2021, Twitter suspendió la cuenta oficial del portal luego de recibir cientos de denuncias de usuarios contra Lechuguinos.
En uno reporte de febrero de 2022, Amnistía Internacional identificó a Lechuguinos como una de las fuentes más comunes de estigmatización en el país.
Otros periodistas que se han visto acosados han sido Ibéyise Pacheco, Luis Olavarrieta, Marianela Balbi (directora ejecutiva de IPYS Venezuela), Luis Borjas (NotiTarde), Erika Hernández (El Nacional, por informar sobre las condiciones del hospital de campaña del Poliedro de Caracas), Norbey Marín (Hasta que Caiga la Tiranía), Donaldo Barros (fotógrafo) y Esther Yáñez (corresponsal española para varios medios). En las campañas de hostigamiento y amenazas también han sido acosados activistas de organizaciones no gubernamentales como Foro Penal y FundaRedes. Adicionalmente, el portal ha participado en la campaña de propaganda para exigir la liberación de Alex Saab.